# ديفيد بيرسون
ديفيد بيرسون (16 أبريل 1963 في المملكة المتحدة - ) (بالإنجليزية: David Pearson)‏ هو لاعب كريكت بريطاني. لعب مع Cumbria County Cricket Club ‏.

## وصلات خارجية
- ديفيد بيرسون على موقع إي آس بي آن كريك إنفو (الإنجليزية)